# 2011 في المملكة المتحدة
فيما يلي قوائم الأحداث التي وقعت خلال عام 2011 في المملكة المتحدة.

## أحداث
- 6 أغسطس – شغب إنجلترا 2011

## سياسة

### تعيين في المنصب
- 29 سبتمبر – جاستن ويلبي Bishop of Durham [الإنجليزية]‏.
- 14 أكتوبر – فيليب هاموند وزير الدفاع [الإنجليزية]‏.

### انتهاء فترة المنصب
- 1 يناير – أندرو دوق يورك Special Representative for International Trade and Investment [الإنجليزية]‏.
- 20 يناير – ألان جونسون وزير ظل الدولة الخزانة [الإنجليزية]‏.
- 19 مايو – نيكولا ستارجن Cabinet Secretary for Health and Wellbeing [الإنجليزية]‏.
- 29 سبتمبر – جاستن ويلبي Dean of Liverpool [الإنجليزية]‏.
- 6 أكتوبر – جون دينام وزير ظل الدولة لشؤون الأعمال والابتكار والمهارات [الإنجليزية]‏.
- 14 أكتوبر – فيليب هاموند وزير الدولة للنقل [الإنجليزية]‏.
- 14 أكتوبر – ليام فوكس وزير الدفاع [الإنجليزية]‏.

## رياضة
- 1 يناير – بطولة ويمبلدون 2011
- 1 يناير – كأس العالم لكرة القدم للسيدات 2011

## ظهور
- 1 يناير – دبستيب نوع من أنواع الموسيقى الراقصة الإلكترونية ، نشات في جنوب لندن ، إنجلترا . ظهرت في أواخر عقد 1990 . باعتبارها تطورا طبيعيا ضمن نمط من الأنماط المتصلة بها ، مثل موسيقى ,Broken beat , jungle ,2- Step Garage , reggae .

## أفلام
من الأفلام التي صدرت هذه السنة في المملكة المتحدة:
- 1 يناير – أسبوعي مع مارلين من إخراج سيمون كورتيس.
- 1 يناير – المرأة الحديدية من إخراج Phyllida Lloyd [الإنجليزية]‏.
- 1 يناير – الهجوم السريع من إخراج إليوت ليستير.
- 1 يناير – جوني إنجلش ريبورن من إخراج أوليفر باركر.
- 1 يناير – حصان حرب من إخراج ستيفن سبيلبرغ.
- 1 يناير – خطاب الملك من إخراج توم هوبر.
- 1 يناير – شرلوك هولمز: لعبة ظلال من إخراج غاي ريتشي.
- 1 يناير – صيد السلمون في اليمن من إخراج لاسي هالستروم.
- 1 يناير – طلب العدالة من إخراج روجر دونالدسون.
- 1 يناير – عار من إخراج ستيف ماكوين.
- 1 يناير – عطلة نهاية أسبوع من إخراج أندرو هاي.
- 1 يناير – غدار من إخراج جيمس وان.
- 1 يناير – غواصة من إخراج ريتشارد أيواد.
- 1 يناير – لا تدعني أذهب أبدا من إخراج Mark Romanek [الإنجليزية]‏.
- 1 يناير – لندن بولفار من إخراج وليام موناهان.
- 1 يناير – نحتاج للتحدث عن كيفين من إخراج لين رامزي.
- 1 يناير – هانا من إخراج جو رايت.
- 9 فبراير – النسر من إخراج كيفين ماكدونالد.
- 18 فبراير – غير معروف من إخراج جومي كوليت سيرا.
- 25 مايو – رجال-إكس: الدرجة الأولى من إخراج ماثيو فون.
- 13 يوليو – هاري بوتر ومقدسات الموت – الجزء 2 من إخراج دايفيد ييتس.
- 8 أغسطس – يوم واحد من إخراج Lone Scherfig [الإنجليزية]‏.
- 1 سبتمبر – الفرسان الثلاثة من إخراج بول أندرسون.
- 2 سبتمبر – طريقة خطيرة من إخراج ديفد كروننبرغ.
- 5 سبتمبر – سمكري خياط جندي جاسوس من إخراج توماس ألفريدسون.
- 11 سبتمبر – أنونيموس من إخراج رولان إيميريش.
- 23 سبتمبر – نخبة قتلة من إخراج Gary McKendry [الإنجليزية]‏.
- 9 أكتوبر – وقت القاهرة من إخراج ربا ندا.
- 3 نوفمبر – جيه إدغار من إخراج كلينت إيستوود.
- 12 ديسمبر – الفتاة ذات وشم التنين من إخراج ديفيد فينشر.

## برامج ومسلسلات وأنمي
- فريق البطل: 108

## موسيقى

### أغاني
من الأغاني التي صدرت هذه السنة في المملكة المتحدة:
- 22 سبتمبر – وي فاوند لوف من غناء كالفين هاريس.

## كتب
من الكتب التي صدرت هذه السنة في المملكة المتحدة:
- 1 يناير – جورج والانفجار العظيم من تأليف لوسي هوكينغ، ستيفن هوكينج.
- 20 يونيو – خمسون درجة من جراي من تأليف إي. إل. جيمس.

## وفيات

### يناير
- 4 يناير – جيري رافيرتي (مواليد 1947)
- 8 يناير – مايك جامبريل (مواليد 1935) درّاج طريق من المملكة المتحدة.
- 15 يناير – نات لافتهوس (مواليد 1925) لاعب كرة قدم إنجليزي.
- 28 يناير – مارجريت برايس (مواليد 1941)
- 30 يناير – جون باري (مواليد 1933)

### فبراير
- 6 فبراير – غاري مور (مواليد 1952)
- 26 فبراير – دينيسي ريتشاردز (مواليد 1974) لاعب كرة قدم من المملكة المتحدة.

### مارس
- 23 مارس – إليزابيث تايلور (مواليد 1932)
- 26 مارس – ديانا وين جونز (مواليد 1934)

### أبريل
- 19 أبريل – إليزابيث سلايدن (مواليد 1946)
- 19 أبريل – بيتر بيري (مواليد 1936) لاعب كرة قدم إنجليزي.
- 30 أبريل – إدي تيرنبول (مواليد 1923) لاعب ومدرب كرة قدم اسكتلندي.

### مايو
- 1 مايو – إيرني جونز (مواليد 1919)
- 1 مايو – هنري كوبر (مواليد 1934) ملاكم من المملكة المتحدة.
- 12 مايو – نورين موراي (مواليد 1935)
- 14 مايو – إيرني ووكر (مواليد 1928)
- 17 مايو – فرانك أبتون (مواليد 1934) لاعب ومدرب كرة قدم إنجليزي.
- 27 مايو – جانيت براون (مواليد 1923)

### يونيو
- 18 يونيو – براين هو (مواليد 1949) ناشط من المملكة المتحدة.

### يوليو
- 23 يوليو – إيمي واينهاوس (مواليد 1983)
- 24 يوليو – جون تيرنر (مواليد 1947) نفساني من المملكة المتحدة.

### أغسطس
- 22 أغسطس – جون هوارد دافيز (مواليد 1939)

### سبتمبر
- 11 سبتمبر – أندي ويتفيلد (مواليد 1972)

### أكتوبر
- 16 أكتوبر – دانيال ويلدون (مواليد 1978) سائق راليات إنجليزي.
- 25 أكتوبر – روي وليامز (مواليد 1932) لاعب كرة قدم إنجليزي.
- 29 أكتوبر – جيمي سافيل (مواليد 1926) لاعب كرة قدم إنجليزي.

### نوفمبر
- 8 نوفمبر – جيمي آدمسون (مواليد 1929) لاعب كرة قدم إنجليزي.
- 11 نوفمبر – مايكل جاريك (مواليد 1933)
- 19 نوفمبر – جون نيفيل (مواليد 1925) ممثل إنجليزي.
- 24 نوفمبر – جوني وليامز (مواليد 1935) لاعب كرة قدم إنجليزي.
- 27 نوفمبر – غاري سبيد (مواليد 1969) لاعب ومدرب كرة قدم ويلزي.
- 27 نوفمبر – كين راسيل (مواليد 1927)

### ديسمبر
- 5 ديسمبر – بيتر جثين (مواليد 1940) سائق فورمولا 1 من المملكة المتحدة.
- 15 ديسمبر – كريستوفر هيتشنز (مواليد 1949)
- 27 ديسمبر – مايكل دوميت (مواليد 1925)
- 29 ديسمبر – كين جونسون (مواليد 1931) لاعب كرة قدم بريطاني.